# MUR-Halle

Die MUR-Halle ist eine Multifunktionshalle für Unihockey und Rollhockey, welche im Jahr 2000 eröffnet wurde.

## Geschichte
Die Sporthalle an der Rütlistrasse 19 in der Gemeinde Thun wurde im August 2000 eröffnet. Geplant wurde die Halle durch die beiden Sportvereine SC Thunerstern (Rollhockey) und den UHC Thun (Unihockey). Früher wurde die Halle tagsüber von der Armee genutzt. Später fiel die Armee als Dauermieterin weg und die Lage der Genossenschaft, welche die Sporthalle betreibt, wurde kritisch. Die Stadt Thun ist durch eine Gemeindegarantie, Investitionsbeträge, einem jährlichen Betriebsbeitrag und als Mehrheitsgenossenschafterin an der Sporthalle beteiligt.
Im Dezember 2013 wurde die Halle vollumfänglich von der Stadt Thun übernommen.

## Nutzung
Grundsätzlich benutzen verschiedene Schulen aus der Stadt Thun die Dreifachsporthalle. Ursprünglich wurde die Sporthalle vom Unihockeyclub UHC Thun und dem Rollhockeyverein SC Thunerstern zu Trainings- und Meisterschaftszwecken verwendet.
Seitdem die Sporthalle von der Stadt Thun betrieben wird, benutzen zusätzlich Schulen aus der Stadt die Halle für den Sportunterricht.